# Scutellator macrommatus
Scutellator macrommatus är en stekelart som beskrevs av Dmitriy R. Kasparyan och Humala 1995. Scutellator macrommatus ingår i släktet Scutellator och familjen brokparasitsteklar. Inga underarter finns listade i Catalogue of Life.